# Torbjörn Finn

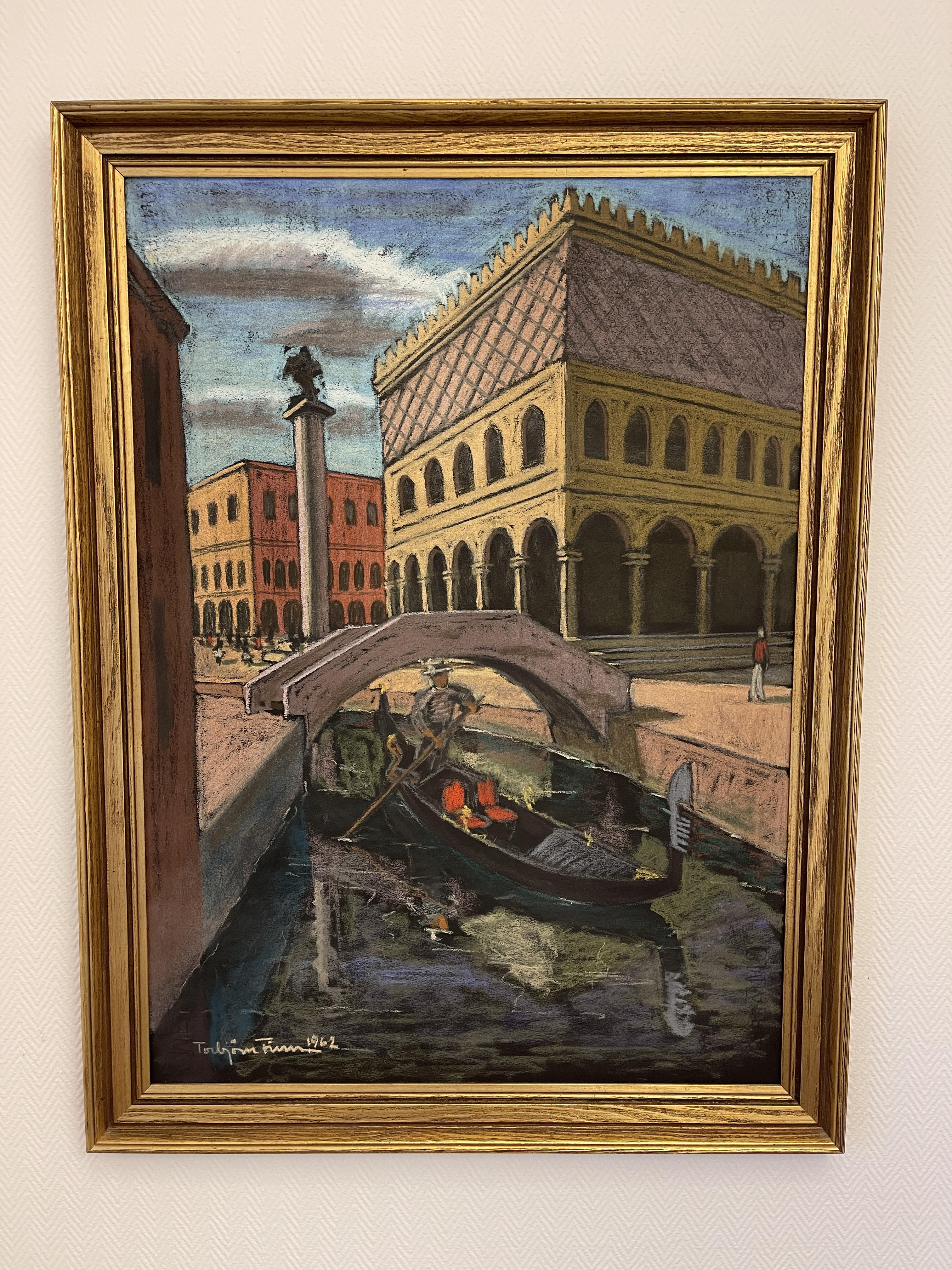
Venedig 1962

Karl Anders Torbjörn Finn, född 21 maj 1931,  död 6 juli 1999 i Gunnarsnäs församling i Dalsland, var en svensk konstnär.
Han var son till Anders Finn och Anna Olsson. Finn studerade vid Fetcos skola för bildande konst i Stockholm och för fadern samt vid Academia del Arte Moderna i Venedig. Separat har han ställt ut i Karlstad, Stockholm, Venedig och London. Hans konst består av ett symboliskt måleri i enfärgad skala.